# Valneva
Valneva SE är ett börsnoterat läkemedelsföretag med säte i Frankrike, som utvecklar och tillverkar vaccin.
Valneva bildades 2013 genom en fusion av österrikiska Intercell och franska Vivalis SA. Det är noterat på Wiener Börse och på Euronext i Paris sedan 2013. Det arbetar huvudsakligen med vacciner för resenärer och med vektorburna sjukdomar. 
Företaget har en utvecklingsenhet i Wien och produktionsanläggningar i Livingston i Skottland och i Solna i Sverige. Anläggningen i Sverige var ursprungligen Statens Bakteriologiska Laboratorium/Smittskyddsinstitutets tillverkningsenhet, vilken övertogs av företaget Crucell Sweden AB (ägt av nederländska Crucell BV, i sin tur ett dotterbolag till Johnson & Johnson).  Valneva köpte Crucell Sverige AB i februari 2015.

## Covid-19
Valneva utvecklar sedan april 2020 en kandidat till vaccin mot covid-19, i form av inaktiverat helvirus. Vaccinkandidaten benämns VLA2001. Valneva samarbetar i detta projekt med amerikanska Dynavax Technologies Corporation.
Valneva och den brittiska regeringen slöt i juli 2020 ett avtal om samarbete, med innebörden att Storbritannien får förköpsrätt på 100 miljoner doser av företagets kandidat till covid-19-vaccin, planerade att tillverkas i företagets fabrik i Livingston i Skottland. Regeringen åtar sig att medfinansiera kliniska studier i Storbritannien och av utbyggnad av Livingstonfabriken. Kliniska studier avses påbörjas i slutet av 2020, med förhoppning om av kunna bli godkänt under andra hälften av 2021.
Valneva planerar att också bygga ut sin fabrik i Solna.[när?]